# National Association of Congregational Christian Churches

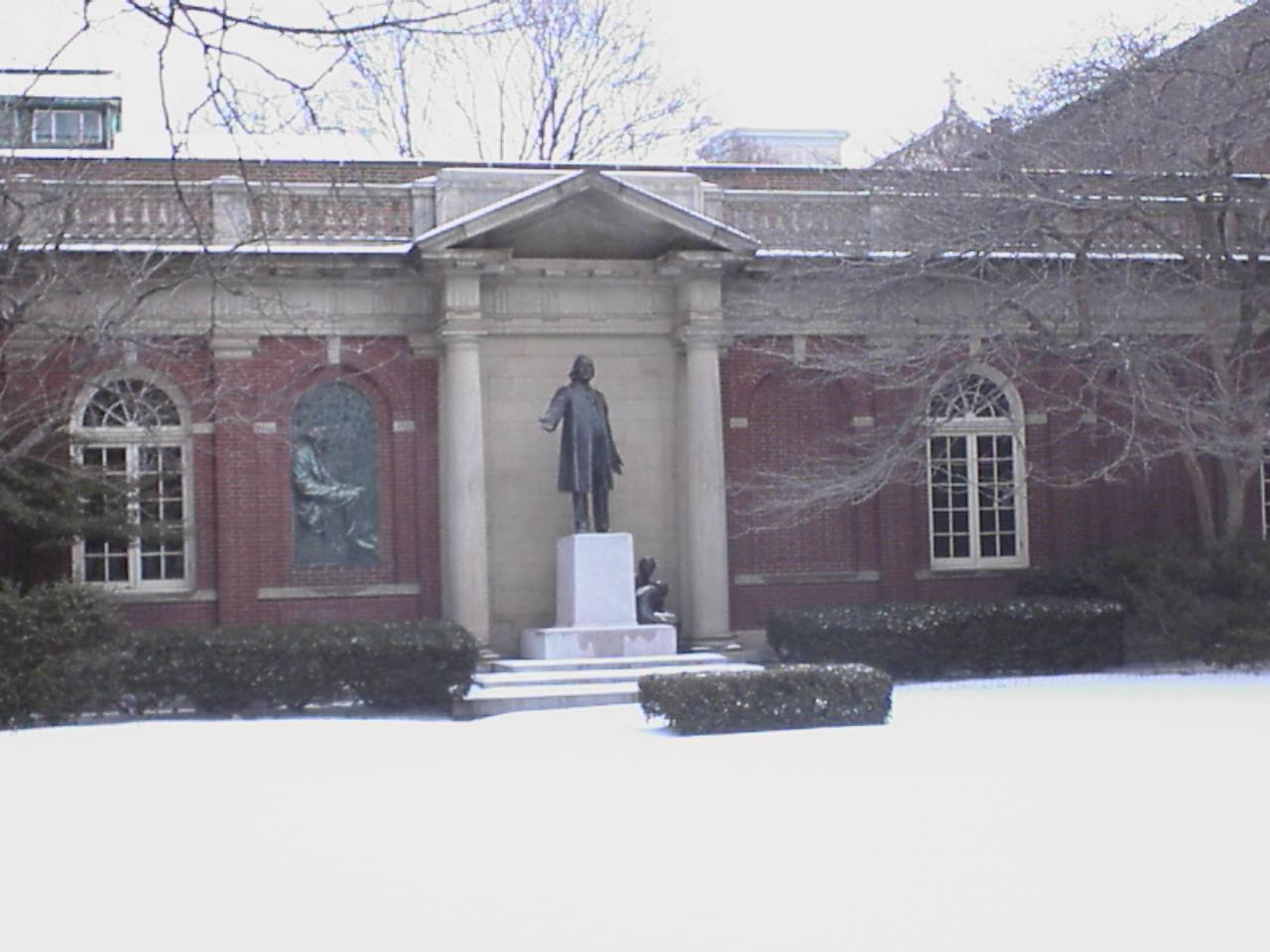
Die Plymouth Church of the Pilgrims, Mitgliedskirche der NACCC in Brooklyn Heights, mit einem Denkmal von Henry Ward Beecher

Die National Association of Congregational Christian Churches (NACCC, deutsch Nationale Vereinigung kongregationalistischer Christlicher Kirchen) ist eine kongregationalistische Kirche in den USA. Im Jahr 2000 hatte sie 432 Gemeinden mit 66.000 Mitgliedern und 650 Pfarrern.

## Geschichte
Die NACCC entstand aus mehreren Zusammenschlüssen kongregationalistischer Gemeinden, die den seit den 1940er Jahren geplanten Zusammenschluss der Congregational Christian Churches (CCC), des größten Zusammenschlusses kongregationalistischer Gemeinden, mit anderen evangelischen Kirchen ablehnten. Ihr Hauptgrund war die Befürchtung, durch den Zusammenschluss die Autonomie der Einzelgemeinden, die für kongregationalistische Kirchen konstitutiv ist, zu verlieren. Eine Gemeinde aus Brooklyn strengte 1949 einen Rechtsstreit gegen die damalige Vorsitzende der CCC, Helen Kenyon an; ihr wurde das Recht bestritten, die angeschlossenen Gemeinden in einen nationalen Zusammenschluss zu führen. Nach fünf Jahren endete der Rechtsstreit mit einer Niederlage der klagenden Gemeinde. Daraufhin bildeten etwa 200 Gemeinden die NACCC.

## Aufbau
Die angeschlossenen Gemeinden senden einmal im Jahr, meist im Juni, Delegierte zu einem Annual Meeting. Das Büro der Kirche befindet sich in Oak Creek, Michigan. Zwischen den Konferenzen wird die Kirche von einem Executive Director und seinem Stab geleitet. Gemäß der kongregationalistischen Politik hat es keine spirituelle oder organisatorische Autorität über die angeschlossenen Gemeinden. Die Zentrale gibt jedoch Zeitschriften heraus und unterhält zwei Stiftungen, die Congregational Foundation zur Deckung administrativer Ausgaben und die Congregational Foundation for Theological Studies für die Unterstützung theologischer Studierender und Forschungen.

## Quelle
1. ↑  The Association of Religion Data Archives: Mitglieder der NACCC